# Sárisáp
Sárisáp är en ort i Ungern.   Den ligger i provinsen Komárom-Esztergom, i den nordvästra delen av landet, 30 km nordväst om huvudstaden Budapest. Sárisáp ligger 130 meter över havet och antalet invånare är 2 911.
Terrängen runt Sárisáp är platt åt sydväst, men åt nordost är den kuperad. Sárisáp ligger nere i en dal. Runt Sárisáp är det ganska tätbefolkat, med 100 invånare per kvadratkilometer. Närmaste större samhälle är Dorog, 6,5 km nordost om Sárisáp. Trakten runt Sárisáp består till största delen av jordbruksmark.